# Thlaspi brevistylum
Thlaspi brevistylum là một loài thực vật có hoa trong họ Cải. Loài này được Mutel miêu tả khoa học đầu tiên năm 1834.